# Інсгайм
Інсгайм (нім. Insheim) — громада в Німеччині, розташована в землі Рейнланд-Пфальц. Входить до складу району Південний Вайнштрассе. Складова частина об'єднання громад Герксгайм.
Площа — 8,00 км2. Населення становить 2125 ос. (станом на 31 грудня 2020).

## Галерея

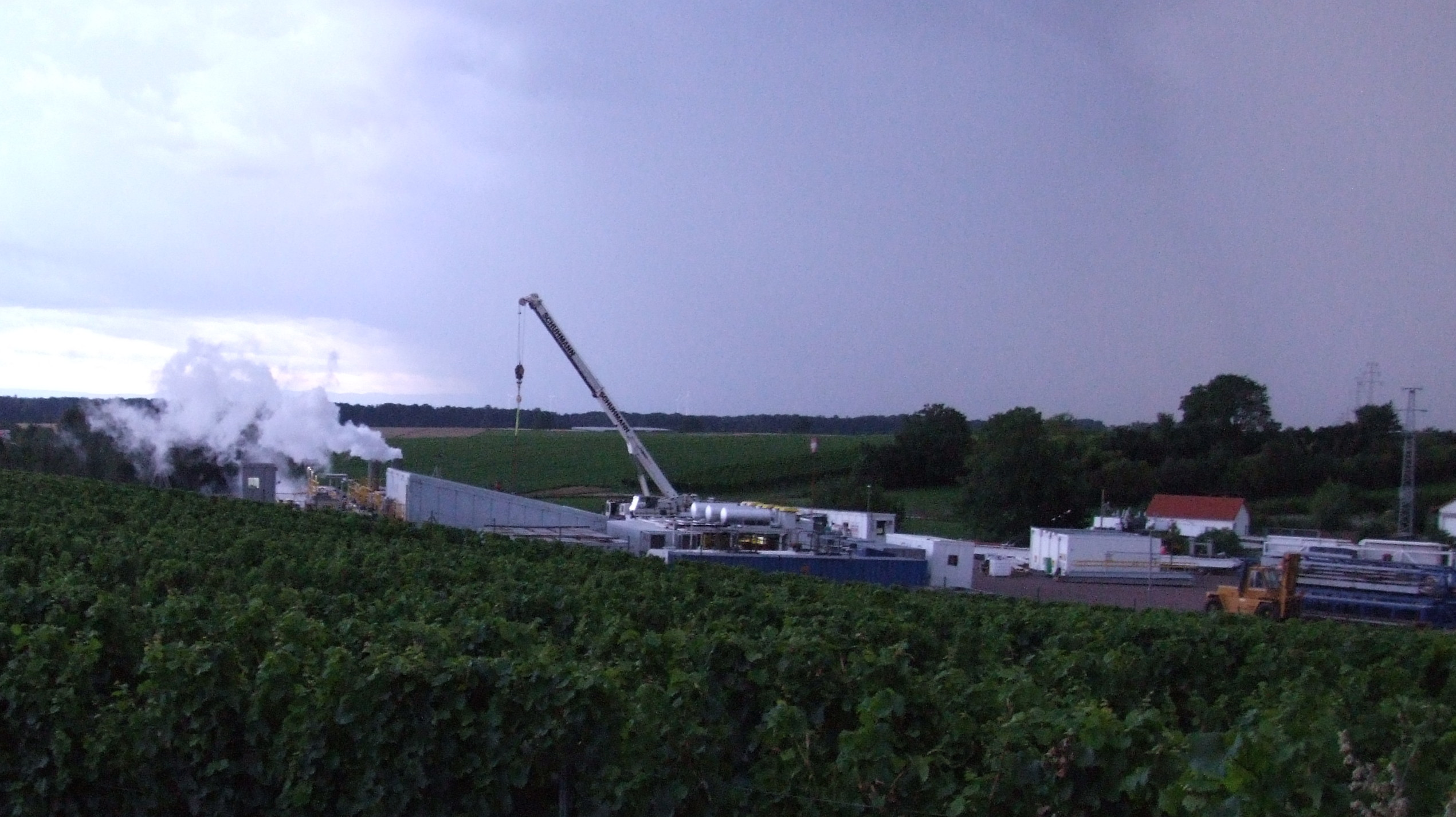